# Volta a Cataluña 1958
La Volta a Cataluña 1958 fue la 38.ª edición de la Volta a Cataluña. Se disputó en 9 etapas del 7 al 14 de septiembre de 1958 con un total de 1.389,6 km. El vencedor final fue el belga Richard Van Genechten, seguido por Gabriel Mas y Aniceto Utset.
La carrera quedó marcada por una larga y numerosa escapada gestada en la ascensión al Coll del Ordal, durante la segunda etapa, que permitió a un grupo formado por una treintena de ciclistas llegar a Reus con más de 12 segundos de ventaja sobre los principales favoritos. 

## Recorrido
El recorrido de esta edición queda circunscrito a las carreteras de Cataluña, sin entrar a Andorra y haciendo sólo una pequeña incursión a Vinaroz, durante la tercera etapa. Se elimina la contrarreloj individual y se mantiene una doble etapa en un solo día, la primera, en la que por la mañana se hace el tradicional recorrido por la montaña de Montjuic, al que deben hacer 12 vueltas, y por la tarde se desplazan hasta Reus, pasando por Coll del Ordal, de segunda categoría.
Las principales dificultades montañosas que tuvieron que superar los ciclistas fueron en la sexta y octava etapa. En la sexta etapa, de camino entre Puigcerdá y Gerona, tuvieron que superar la Collada de Toses y el Puerto de Santigosa, ambos de primera categoría, aunque los últimos sesenta kilómetros son planos hasta llegar a Gerona; mientras en la octava, entre Granollers y Berga fueron el alt de Estenalles y la Alt de la Trona, también de primera categoría, las montañas a superar. En la última etapa todavía tuvieron que superar el alto de Montserrat , de primera categoría, a media etapa, antes de finalizar la carrera haciendo 10 vueltas por la montaña de Montjuic.

## Etapas
| Etapa | Fecha            | Ciudades de etapa               | km    | Vencedor de la etapa  | Líder de la general   |
| ----- | ---------------- | ------------------------------- | ----- | --------------------- | --------------------- |
| 1º    | 7 de septiembre  | Montjuic - Montjuic (Barcelona) | 46,4  | Juan Bibiloni         | Juan Bibiloni         |
| 2º    | 7 de septiembre  | Barcelona - Reus                | 119,0 | Fernando Manzaneque   | Fernando Manzaneque   |
| 3º    | 8 de septiembre  | Reus - Tortosa                  | 154,0 | Antonio Bertrán       | Antonio Bertrán       |
| 4º    | 9 de septiembre  | Tortosa - Lérida                | 186,0 | Julio San Emeterio    | Juan Santiago         |
| 5º    | 10 de septiembre | Lérida - Puigcerdá              | 166,0 | Vicente Iturat        | Joaquín Barceló       |
| 6º    | 11 de septiembre | Puigcerdá - Gerona              | 158,0 | José Segú             | Joaquín Barceló       |
| 7º    | 12 de septiembre | Gerona - Granollers             | 180,0 | Miguel Poblet         | Joaquín Barceló       |
| 8º    | 13 de septiembre | Granollers - Berga              | 202,0 | Richard Van Genechten | Aniceto Utset         |
| 9º    | 14 de septiembre | Berga - Montjuic (Barcelona)    | 178,0 | Richard Van Genechten | Richard Van Genechten |

### 1ª etapa[2]
07-09-1958: Barcelona - Barcelona. 46,4 km
|   | Ciclista       | Equipo   | Tiempo     |
| - | -------------- | -------- | ---------- |
| 1 | Juan Bibiloni  | Lube-NSU | 1h 08' 10" |
| 2 | Jesús Galdeano | Faema    | m. t.      |
| 3 | René Marigil   | Lube-NSU | m. t.      |

|   | Ciclista       | Equip    | Temps      |
| - | -------------- | -------- | ---------- |
| 1 | Juan Bibiloni  | Lube-NSU | 1h 08' 10" |
| 2 | Jesús Galdeano | Faema    | m. t.      |
| 3 | René Marigil   | Lube-NSU | m. t.      |

### 2ª etapa
07-09-19598: Barcelona - Reus. 119,0 km
|   | Ciclista            | Equipo            | Tiempo     |
| - | ------------------- | ----------------- | ---------- |
| 1 | Fernando Manzaneque | Faema             | 2h 57' 34" |
| 2 | Emilio Hernán       | Licor 43          | m. t.      |
| 3 | José Ametller       | Peña Solera-Ignis | + 24"      |

|   | Ciclista            | Equipo            | Tiempo     |
| - | ------------------- | ----------------- | ---------- |
| 1 | Fernando Manzaneque | Faema             | 4h 05' 50" |
| 2 | Emilio Hernán       | Licor 43          | m. t.      |
| 3 | José Ametller       | Peña Solera-Ignis | + 24"      |

### 3ª etapa
08-09-1958: Reus - Tortosa. 154,0 km
|   | Corredor        | Equipo            | Tiempo     |
| - | --------------- | ----------------- | ---------- |
| 1 | Antonio Bertrán | Faema             | 3h 52' 53" |
| 2 | Gabriel Mas     | Licor 43          | m. t.      |
| 3 | Aniceto Utset   | Peña Solera-Ignis | m. t.      |

|   | Ciclista        | Equipo            | Tiempo     |
| - | --------------- | ----------------- | ---------- |
| 1 | Antonio Bertrán | Faema             | 7h 59' 26" |
| 2 | Gabriel Mas     | Licor 43          | m. t.      |
| 3 | Aniceto Utset   | Peña Solera-Ignis | m. t.      |

### 4ª etapa[3]
09-09-1958: Tortosa - Lérida. 186,0 km
|   | Corredor           | Equipo | Tiempo     |
| - | ------------------ | ------ | ---------- |
| 1 | Julio San Emeterio | Kas    | 4h 47' 22" |
| 2 | Francisco Masip    | Berkel | m. t.      |
| 3 | Miguel Pacheco     | Faema  | + 01' 23"  |

|   | Ciclista             | Equipo   | Tiempo      |
| - | -------------------- | -------- | ----------- |
| 1 | Juan Manuel Montilla | Berkel   | 12h 52' 16" |
| 2 | Joaquín Barceló      | Licor 43 | + 01' 27"   |
| 3 | Gabriel Mas          | Licor 43 | + 03' 40"   |

### 5ª etapa[4]
10-09-1958: Lérida - Puigcerdá. 166,0 km
|   | Corredor        | Equipo            | Tiempo     |
| - | --------------- | ----------------- | ---------- |
| 1 | Vicente Iturat  | Peña Solera-Ignis | 4h 26' 15" |
| 2 | Jesús Loroño    | Faema             | + 07"      |
| 3 | Joaquín Barceló | Licor 43          | + 08"      |

|   | Ciclista             | Equipo            | Tiempo      |
| - | -------------------- | ----------------- | ----------- |
| 1 | Joaquín Barceló      | Licor 43          | 17h 20' 06" |
| 2 | Juan Manuel Montilla | Berkel            | + 02' 10"   |
| 3 | Juan Escolá          | Peña Solera-Ignis | + 05' 36"   |

### 6ª etapa[5]
11-09-1958: Puigcerdá - Gerona. 158,0 km
|   | Ciclista       | Equipo            | Tiempo     |
| - | -------------- | ----------------- | ---------- |
| 1 | José Segú      | Peña Solera-Ignis | 4h 06' 35" |
| 2 | Miguel Pacheco | Faema             | m. t.      |
| 3 | Miguel Poblet  | Peña Solera-Ignis | + 01' 00"  |

|   | Ciclista             | Equipo            | Tiempo      |
| - | -------------------- | ----------------- | ----------- |
| 1 | Joaquín Barceló      | Licor 43          | 21h 27' 41" |
| 2 | Juan Manuel Montilla | Berkel            | + 02' 10"   |
| 3 | Juan Escolá          | Peña Solera-Ignis | + 05' 36"   |

### 7ª etapa[6]
13-09-1958: Gerona - Granollers. 180,0 km
|   | Ciclista         | Equipo            | Tiempo     |
| - | ---------------- | ----------------- | ---------- |
| 1 | Miguel Poblet    | Peña Solera-Ignis | 5h 03' 54" |
| 2 | Salvador Botella | Faema             | m. t.      |
| 3 | Frans Schoubben  | Peugeot           | + 02' 08"  |

|   | Ciclista             | Equipo   | Tiempo      |
| - | -------------------- | -------- | ----------- |
| 1 | Joaquín Barceló      | Licor 43 | 26h 33' 43" |
| 2 | Juan Manuel Montilla | Berkel   | + 02' 10"   |
| 3 | Gabriel Mas          | Licor 43 | + 05' 50"   |

### 8ª etapa[7]
13-09-1958: Granollers - Berga. 202,0 km
|   | Corredor              | Equipo            | Tiempo     |
| - | --------------------- | ----------------- | ---------- |
| 1 | Richard Van Genechten | Peugeot           | 6h 17' 46" |
| 2 | Aniceto Utset         | Peña Solera-Ignis | m. t.      |
| 3 | Pierre Ruby           | Peugeot           | + 03' 57"  |

|   | Ciclista              | Equipo            | Tiempo      |
| - | --------------------- | ----------------- | ----------- |
| 1 | Aniceto Utset         | Peña Solera-Ignis | 32h 59' 05" |
| 2 | Richard Van Genechten | Peugeot           | + 14"       |
| 3 | Gabriel Mas           | Licor 43          | + 04' 05"   |

### 9ª etapa[8]
14-09-1958: Berga - Barcelona. 178,0 km
|   | Ciclista              | Equipo   | Tiempo     |
| - | --------------------- | -------- | ---------- |
| 1 | Richard Van Genechten | Peugeot  | 4h 43' 27" |
| 2 | Gabriel Mas           | Licor 43 | + 42"      |
| 3 | Antonio Suárez        | Lube-NSU | m. t.      |

|   | Ciclista              | Equipo            | Tiempo      |
| - | --------------------- | ----------------- | ----------- |
| 1 | Richard Van Genechten | Peugeot           | 37h 28' 02" |
| 2 | Gabriel Mas           | Licor 43          | + 03' 51"   |
| 3 | Aniceto Utset         | Peña Solera-Ignis | + 04' 31"   |

## Clasificación General
|    | Ciclista              | Equipo            | Tiempo      |
| -- | --------------------- | ----------------- | ----------- |
|    | Richard Van Genechten | Peugeot           | 37h 28' 02" |
| 2  | Gabriel Mas           | Licor 43          | + 3' 51"    |
| 3  | Aniceto Utset         | Peña Solera-Ignis | + 4' 31"    |
| 4  | Fernando Manzaneque   | Faema             | + 6' 53"    |
| 5  | Miguel Pacheco        | Faema             | + 8' 46"    |
| 6  | Joaquín Barceló       | Licor 43          | + 11' 35"   |
| 7  | José Herrero          | Kas               | + 17' 29"   |
| 8  | Facundo Zabaleta      | Beasáin-Caobania  | + 20' 34"   |
| 9  | Antonio Suárez        | Lube-NSU          | + 21' 55"   |
| 10 | René Marigil          | Lube-NSU          | + 21' 58"   |

## Clasificaciones secundarias
|   | Ciclista       | Equipo            | Puntos |
| - | -------------- | ----------------- | ------ |
| 1 | René Marigil   | Lube-NSU          | 25     |
| 2 | Benigno Aspuru | Kas               | 25     |
| 3 | Ferran Mitjà   | Peña Solera-Ignis | 18     |

|   | Ciclista       | Equipo            | Puntos |
| - | -------------- | ----------------- | ------ |
| 1 | Vicente Iturat | Peña Solera-Ignis | 13     |
| 2 | José Segú      | Peña Solera-Ignis | 6      |
| 3 | Gabriel Mas    | Peña Solera-Ignis | 4      |

|   | Ciclista              | Equipo            | Puntos |
| - | --------------------- | ----------------- | ------ |
| 1 | Richard Van Genechten | Peugeot           | 36     |
| 2 | Fernando Manzaneque   | Faema             | 35     |
| 3 | Gabriel Mas           | Peña Solera-Ignis | 30     |

|   | Ciclista     | Equipo            | Puntos |
| - | ------------ | ----------------- | ------ |
| 1 | Gabriel Mas  | Peña Solera-Ignis | 8      |
| 2 | Ferran Mitjà | Peña Solera-Ignis | 7      |
| 3 | René Marigil | Lube-NSU          | 5      |

|   | Equipo   | País    | Tiempo      |
| - | -------- | ------- | ----------- |
| 1 | Licor 43 | España  | 113h 14' 56 |
| 2 | Faema    | España  | + 7' 40"    |
| 3 | Peugeot  | Francia | + 19' 08"   |